# Nuoto ai Giochi della XXX Olimpiade - 200 metri misti maschili
La gara dei 200 metri misti maschili dei Giochi della XXX Olimpiade si è svolta dal 1 al 2 agosto 2012. Hanno partecipato 36 atleti.
La gara è stata vinta dallo statunitense Michael Phelps con il tempo di 1'54"27, mentre l'argento e il bronzo sono andati rispettivamente a Ryan Lochte e a László Cseh.

## Formato
Gli atleti competono in due turni eliminatori; i migliori sedici tempi delle batterie si qualificano alla semifinale, mentre i migliori otto di queste ultime accedono alla finale.

## Record
Prima della competizione, i record mondiali ed olimpici erano i seguenti:
| Record mondiale | 1'54"00 | Ryan Lochte Stati Uniti    | Shanghai, Italia 28 luglio 2011 |
| Record olimpico | 1'54"23 | Michael Phelps Stati Uniti | Pechino, Cina 15 agosto 2008    |

Durante l'evento non sono stati migliorati record.

## Programma
| Data      | Ora (BST/UTC+1) | Turno      |
| --------- | --------------- | ---------- |
| 31 luglio | 11:06           | Batterie   |
| 31 luglio | 20:43           | Semifinali |
| 1º agosto | 20:19           | Finale     |

## Risultati

### Batterie
| Pos. | Batteria | Corsia | Nome                | Nazione              | Tempo   | Note |
| ---- | -------- | ------ | ------------------- | -------------------- | ------- | ---- |
| 1    | 3        | 4      | László Cseh         | Ungheria             | 1:57.20 | Q    |
| 2    | 5        | 4      | Ryan Lochte         | Stati Uniti          | 1:58.03 | Q    |
| 3    | 4        | 3      | Kōsuke Hagino       | Giappone             | 1:58.22 | Q    |
| 4    | 4        | 4      | Michael Phelps      | Stati Uniti          | 1:58.24 | Q    |
| 5    | 5        | 5      | Thiago Pereira      | Brasile              | 1:58.31 | Q    |
| 6    | 3        | 5      | James Goddard       | Gran Bretagna        | 1:58.56 | Q    |
| 7    | 5        | 3      | Markus Deibler      | Germania             | 1:58.61 | Q    |
| 8    | 4        | 5      | Markus Rogan        | Austria              | 1:58.66 | Q    |
| 9    | 4        | 6      | Ken Takakuwa        | Giappone             | 1:58.82 | Q    |
| 10   | 5        | 7      | Henrique Rodrigues  | Brasile              | 1:59.37 | Q    |
| 11   | 3        | 2      | Chad le Clos        | Sudafrica            | 1:59.45 | Q    |
| 12   | 5        | 8      | Gal Nevo            | Israele              | 1:59.56 | Q    |
| 13   | 5        | 6      | Daniel Tranter      | Australia            | 1:59.70 | Q    |
| 14   | 5        | 1      | Vytautas Janušaitis | Lituania             | 1:59.84 | Q    |
| 15   | 3        | 3      | Joe Roebuck         | Gran Bretagna        | 2:00.04 | Q    |
| 16   | 2        | 6      | Andrew Ford         | Canada               | 2:00.28 | Q    |
| 17   | 2        | 3      | Raphael Stacchiotti | Lussemburgo          | 2:00.38 |      |
| 18   | 3        | 1      | Diogo Carvalho      | Portogallo           | 2:00.40 |      |
| 19   | 3        | 8      | Marcin Cieślak      | Polonia              | 2:00.45 |      |
| 20   | 4        | 8      | Federico Turrini    | Italia               | 2:00.63 |      |
| 21   | 3        | 7      | Darian Townsend     | Sudafrica            | 2:00.67 |      |
| 22   | 2        | 4      | Bradley Ally        | Barbados             | 2:00.85 |      |
| 23   | 3        | 6      | Wang Shun           | Cina                 | 2:00.85 |      |
| 24   | 2        | 5      | Aleksandr Tichonov  | Russia               | 2:01.00 |      |
| 25   | 2        | 7      | Martin Liivamagi    | Estonia              | 2:01.09 |      |
| 26   | 2        | 1      | Andreas Vazaios     | Grecia               | 2:01.23 |      |
| 27   | 4        | 2      | Philip Heintz       | Germania             | 2:01.32 |      |
| 28   | 2        | 8      | David Karasek       | Svizzera             | 2:01.35 |      |
| 29   | 2        | 2      | Taki M'Rabet        | Tunisia              | 2:01.41 |      |
| 30   | 4        | 1      | Wu Peng             | Cina                 | 2:01.43 |      |
| 31   | 4        | 7      | Jayden Hadler       | Australia            | 2:01.54 |      |
| 32   | 1        | 5      | Jung Won-Yong       | Corea del Sud        | 2:03.33 |      |
| 33   | 1        | 4      | Maksym Šemberev     | Ucraina              | 2:03.40 |      |
| 34   | 1        | 3      | Nuttapong Ketin     | Thailandia           | 2:03.91 |      |
| 35   | 5        | 2      | Dávid Verrasztó     | Ungheria             | 2:04.53 |      |
| 36   | 1        | 6      | Ensar Hajder        | Bosnia ed Erzegovina | 2:05.70 |      |

### Semifinali
| Pos. | Corsia | Nome                | Nazione       | Tempo   | Note |
| ---- | ------ | ------------------- | ------------- | ------- | ---- |
| 1    | 4      | Ryan Lochte         | Stati Uniti   | 1:56.13 | Q    |
| 2    | 5      | Michael Phelps      | Stati Uniti   | 1:57.11 | Q    |
| 3    | 3      | James Goddard       | Gran Bretagna | 1:58.49 | Q    |
| 4    | 7      | Gal Nevo            | Israele       | 1:59.17 |      |
| 5    | 2      | Henrique Rodrigues  | Brasile       | 1:59.58 |      |
| 6    | 1      | Vytautas Janušaitis | Lituania      | 2:00.13 |      |
| 7    | 8      | Andrew Ford         | Canada        | 2:01.58 |      |
| N.D. | 6      | Markus Rogan        | Austria       | N.D.    | DSQ  |

| Pos. | Corsia | Nome           | Nazione       | Tempo   | Note |
| ---- | ------ | -------------- | ------------- | ------- | ---- |
| 1    | 4      | László Cseh    | Ungheria      | 1:56.74 | Q    |
| 2    | 3      | Thiago Pereira | Brasile       | 1:57.45 | Q    |
| 3    | 5      | Kōsuke Hagino  | Giappone      | 1:57.95 | Q    |
| 4    | 2      | Ken Takakuwa   | Giappone      | 1:58.31 | Q    |
| 5    | 7      | Chad le Clos   | Sudafrica     | 1:58.49 | Q    |
| 6    | 6      | Markus Deibler | Germania      | 1:58.88 |      |
| 7    | 8      | Joe Roebuck    | Gran Bretagna | 1:59.57 |      |
| 8    | 1      | Daniel Tranter | Australia     | 2:00.46 |      |

### Finale
| Pos. | Corsia | Nome           | Nazione       | Tempo   | Note |
| ---- | ------ | -------------- | ------------- | ------- | ---- |
|      | 3      | Michael Phelps | Stati Uniti   | 1:54.27 |      |
|      | 4      | Ryan Lochte    | Stati Uniti   | 1:54.90 |      |
|      | 5      | László Cseh    | Ungheria      | 1:56.22 |      |
| 4    | 6      | Thiago Pereira | Brasile       | 1:56.74 |      |
| 5    | 2      | Kōsuke Hagino  | Giappone      | 1:57.35 |      |
| 6    | 7      | Ken Takakuwa   | Giappone      | 1:58.53 |      |
| 7    | 1      | James Goddard  | Gran Bretagna | 1:59.05 |      |
| 8    | 8      | Markus Deibler | Germania      | 1:59.10 |      |